# Manneken Pis van Westmeerbeek

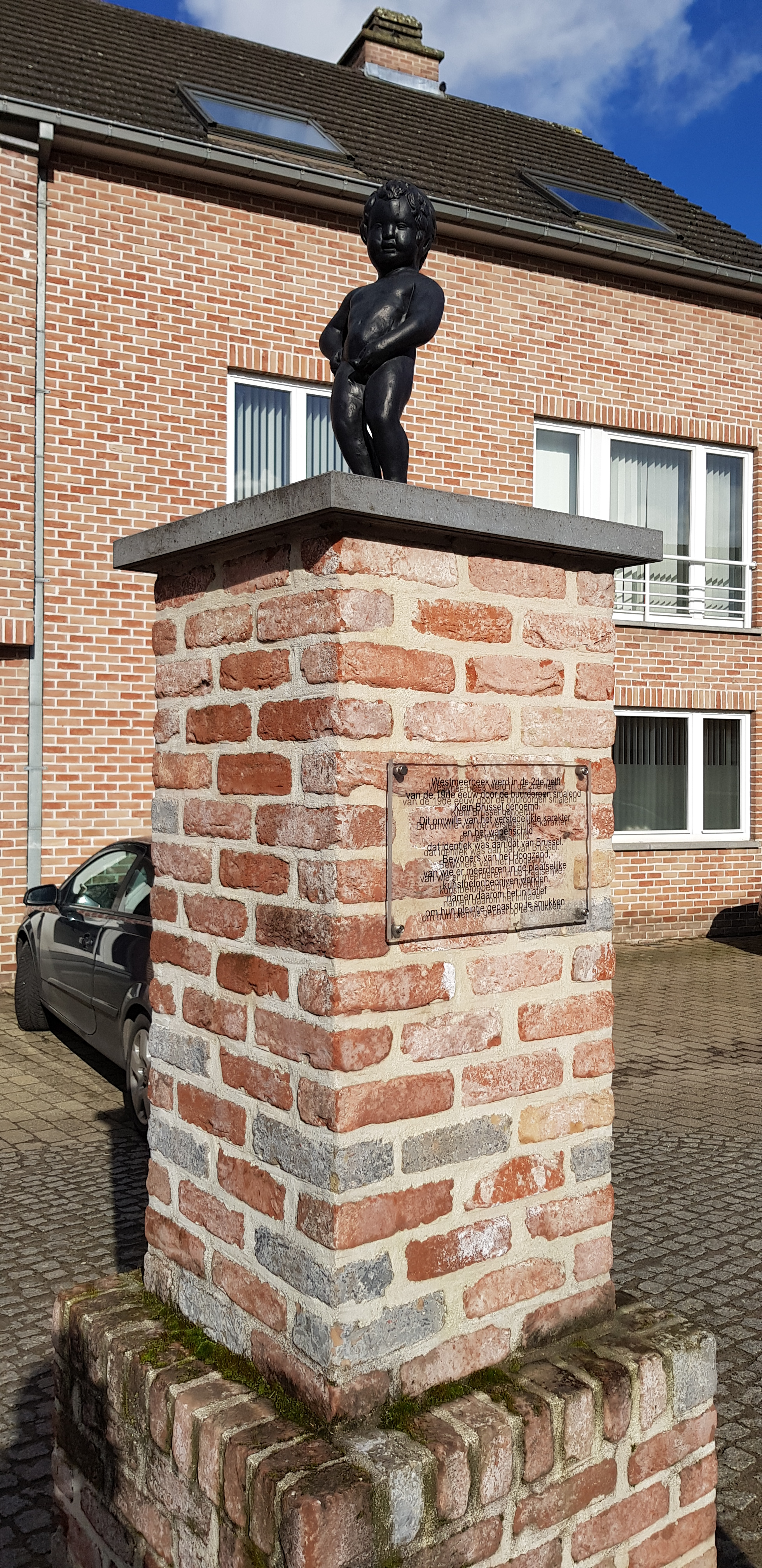
Manneken Pis van Westmeerbeek

Het Manneken Pis van Westmeerbeek is een standbeeldje in het Belgische Westmeerbeek, gemeente Hulshout, en stelt een plassend jongetje voor. Het beeldje staat op een driehoekig pleintje op de plaats waar de Haverdries uitkomt op de Hoogzand. Westmeerbeek wordt soms ook wel Klein Brussel genoemd.
Het beeldje is oorspronkelijk wit van kleur en gemaakt van kunstbeton, symbool staand voor de Westmeerbeekse kunstbetonnijverheid.

## Geschiedenis
In de jaren 1930 werd er in Westmeerbeek een kopie geplaatst van Manneken Pis van Brussel om de spotnaam van het dorp eer aan te doen.
Op 1 mei 2008 werd een nieuw beeldje ingehuldigd. Eerdere versies van het beeldje zijn eerder door vandalen gesloopt/gestolen.
In oktober 2015 werd het beeldje opnieuw door vandalen vernield. In mei 2016 werd er een nieuw Manneken Pis geplaatst, maar deze was niet wit zoals zijn voorgangers, maar zwart.

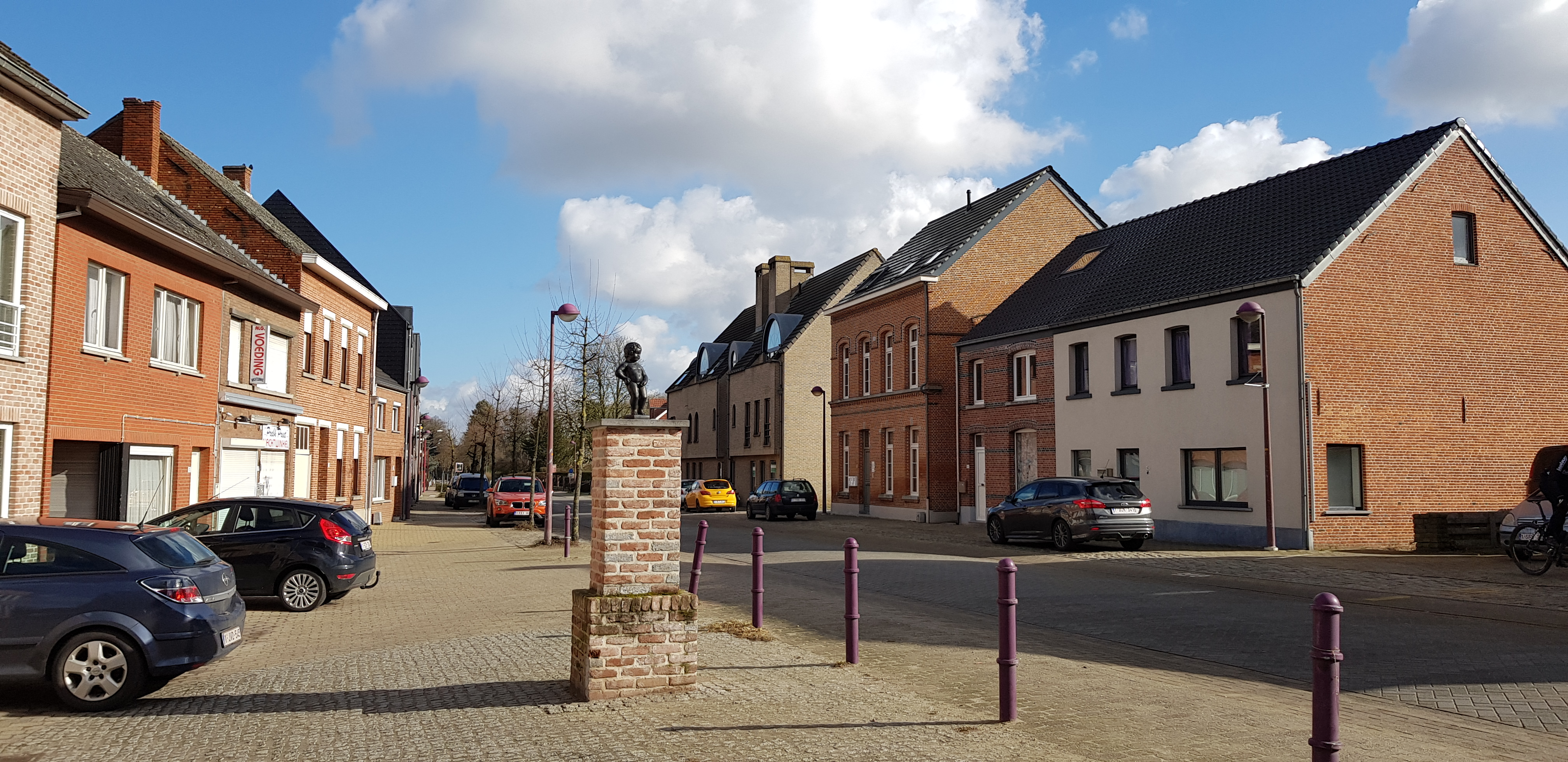